# Проспект Мира (Донецк)
Проспект Ми́ра — одна из главных улиц города Донецка. Расположенных между парком первого городского ставка и Красногвардейским проспектом. Частично делит Киевский район с Ворошиловским районом.

## Описание
Проспект Мира начинается в Ворошиловском районе, от парка первого городского ставка, и заканчивается в Калининском район. На улице находится много банков, торговых центров, учебных заведений. Продолжительность улицы составляет около 6,5 километров.

## Источники

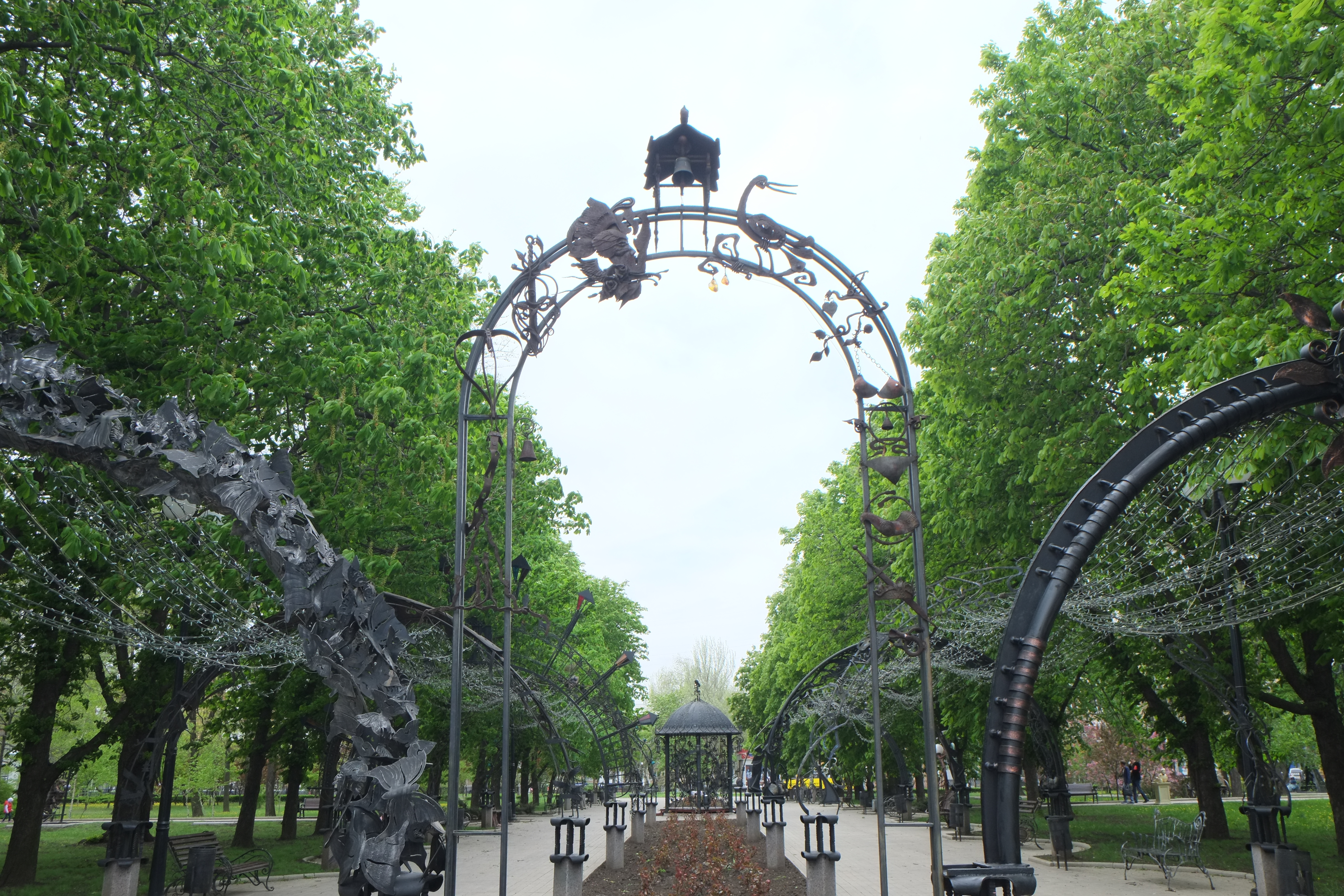
Парк Кованых Фигур
Донбасс Арена вид с проспекта Мира
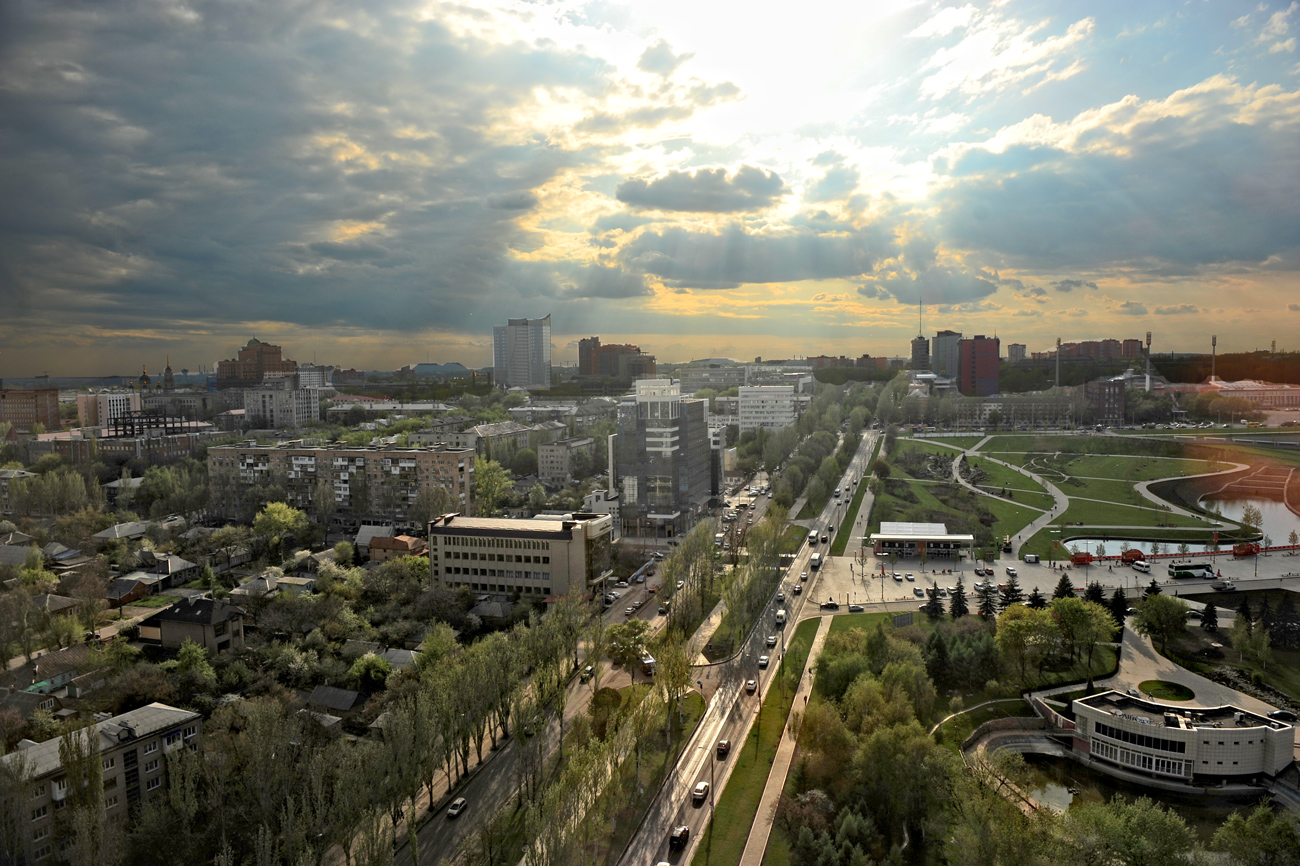
Вид на проспект Мира из гостиницы Виктория
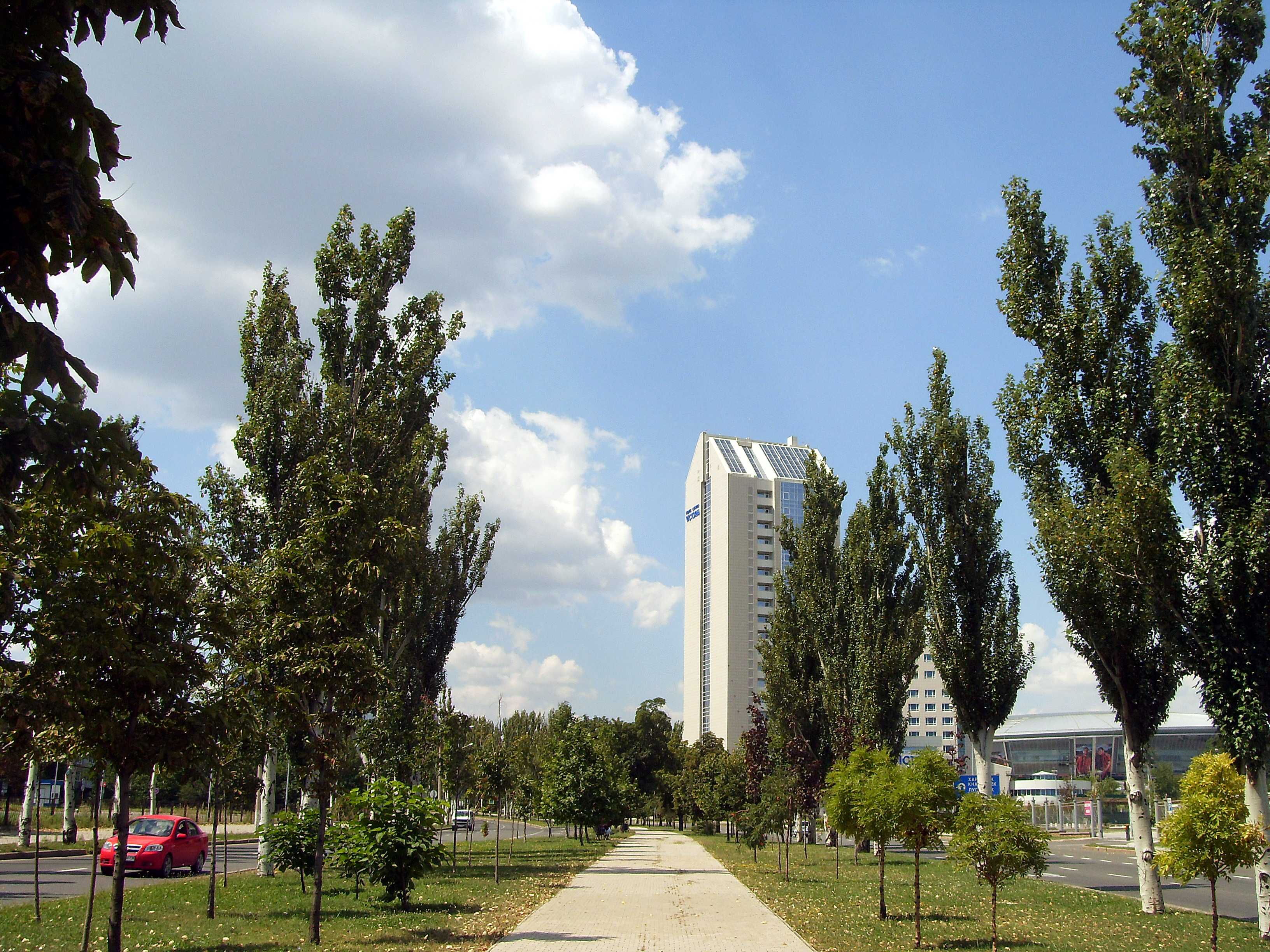
Проспект Мира, на заднем плане отель "Виктория" и Донбасс Арена, 2014 г.

## Транспорт
На проспекте курсирует троллейбус № 8, а также некоторые маршрутные такси.